# Blok wulkaniczny
Blok wulkaniczny – rodzaj materiału piroklastycznego, w formie dużych, kanciastych, zastygniętych kawałków lawy, o średnicy powyżej kilkunastu centymetrów. Mogą mierzyć wiele metrów. 